# Jungmannova škola v Berouně
Jungmannova škola v Berouně este o arie protejată (arie specială de conservare — SAC, sit de importanță comunitară — SCI) din Republica Cehă întinsă pe o suprafață de 0,21 ha, integral pe uscat.

## Localizare
Centrul sitului Jungmannova škola v Berouně este situat la coordonatele 49°57′44″N 14°04′07″E / 49.962222°N 14.068611°E.

## Înființare
Situl Jungmannova škola v Berouně a fost declarat sit de importanță comunitară în aprilie 2005 pentru a proteja 1 specie de animale. Situl a fost protejat și ca arie specială de conservare în mai 2016.

## Biodiversitate
Situată în ecoregiunea continentală, aria protejată nu include niciun habitat protejat.
La baza desemnării sitului se află o specie protejată de  mamifere: liliac comun (Myotis myotis).